# فيصل أرسلان
الأمير فيصل أرسلان (30 سبتمبر 1941 - 20 ديسمبر 2009)، سياسي لبناني. تولى زمام الأمور في عائلته السياسية بعد وفاة والده الأمير مجيد أرسلان في عام 1983، إلا إنه اعتزل العمل السياسي في عام 1989، وتولّى زعامة البيت الأرسلاني أخيه غير الشقيق الأمير طلال أرسلان.

## عائلته
ينتمي لعائلة سياسية، حيث أن والده هو الأمير مجيد أرسلان، ووالدته هي الأميرة لميس خالد شهاب ابنه الأمير خالد شهاب.
وهو متزوج من حياة شفيق وهاب، ولديهما من الأبناء:
- ديالا.
- عادل.
- عمر.
- غنى.

## متحف فيصل أرسلان
في 14 شباط 2015 تم افتتاح متحف حمل اسم متحف الأمير فيصل أرسلان في عاليه الذي ضم مقتنيات تاريخية ولوحات من القرنين التاسع عشر والعشرين، إضافة إلى السجل الأرسلاني الذي يعود لأكثر من 700 عام وأسلحة وفخاريات من القرون الميلادية وأسلحة استعملت ضد إسرائيل إبان معركة المالكية.

## كتاب عن فيصل ارسلان
أصدرت زوجته السيدة حياة وهاب أرسلان، كتابا بعنوان فيصل مجيد أرسلان.. اعتنق الوطن مذهباً، وذلك في كانون الثاني من العام 2016.